# كاليب الكسندر
كاليب الكسندر (بالإنجليزية: Caleb Alexander)‏ هو باحث في تاريخ العصور الكلاسيكية أمريكي، ولد في 22 يوليو 1755 في نورثفيلد في الولايات المتحدة، وتوفي في 12 أبريل 1828 في أونونداج في الولايات المتحدة.

## وصلات خارجية
- كاليب الكسندر على موقع الموسوعة البريطانية (الإنجليزية)